# バミューダミズナギドリ
バミューダミズナギドリ（Pterodroma cahow）は、ミズナギドリ目ミズナギドリ科に分類される鳥類。別名バミューダシロハラミズナギドリ。

## 分布
イギリス（バミューダ諸島）固有種

## 形態
全長35-36cm。翼開張89cm。上面は灰褐色、下面は白い羽毛で被われる。頭部は黒い羽毛で被われるが、額や眼先は白い。風切羽の色彩は暗褐色。
虹彩は暗褐色。嘴の色彩は黒い。後肢の色彩はピンク色。

## 生態
海洋に生息する。
食性は動物食で、魚類、甲殻類、軟体動物を食べると考えられている。
傾斜が緩やかな森林や海岸の斜面に空いた穴に、1月に1回に1個の卵を産む。雌雄交代で抱卵し、抱卵期間は51-54日。

## 人間との関係
以前は食用とされていた。
開発による生息地の破壊、食用の乱獲、人為的に移入されたブタやネズミによる卵や雛の捕食、農薬による繁殖率の低下、シラオネッタイチョウとの競合などにより生息数は激減した。以前は絶滅したと考えられていたが、1951年に18ペアが再発見された。1621年には捕獲が禁止されている。外敵の駆除、巣穴の入り口を木板で狭める事により地面に空いた穴で本種のみ営巣できるようにするなどの対策が進められ、わずかだが生息数は増加傾向にある。1993-1994年における生息数は営巣したペアが44-45、巣立った雛が21羽確認されている。